# Fusion (ekonomi)

Den amerikanska Boeing-koncernen är resultatet av upprepade fusioner över många tiotals år.

Fusion är, som ekonomisk och juridisk term, ett samgående mellan företag.
Fusion innebär rent juridiskt att två juridiska personer går samman, genom att samtliga tillgångar och skulder övertas av det ena bolaget eller föreningen mot vederlag till ägarna i det överlåtande bolaget eller föreningen. Därefter upplöses det "givande" bolaget utan likvidation. Fusion kan ske mellan ett övertagande bolag och ett eller flera överlåtande bolag (absorption) eller genom att två eller flera överlåtande bolag bildar ett nytt övertagande bolag (kombination).
Om ägarna i det överlåtna bolaget får betalt huvudsakligen kontant, snarare än aktier i det övertagande bolaget, brukar det kallas uppköp. I så fall kommer ägarna av övertagande bolaget ha makten över båda.
I vidare termer kan ofta sammangåenden eller förvärv benämnas fusion, oavsett om de juridiska personerna verkligen smälts samman eller inte. Fusioner i näringslivet kan ha sin bakgrund i förhandlingar och överenskommelse mellan jämnstarka parter eller genom att ett bolag förvärvar ett annat. Exempel på kända fusioner i dess vidare betydelse med kopplingar till svenskt näringsliv är Asea-Brown Bouveri, Merita-Nordbanken-Unibank-Christiania Bank och JCC-ABV-SIAB.
I svensk lag regleras fusioner juridiskt i Aktiebolagslagen samt lagen om ekonomiska föreningar.

## Etymologi
Ordet fusion är bildat efter engelskans och franskans ord med samma stavning och den mer allmänna betydelsen 'sammansmältning', 'sammanslagning'. Ursprungen är latinets fusio, som dock betyder 'utgjutning', 'utflöde'.